# Assemblea dello Stato della California
L'assemblea generale della California è la camera bassa della Legislatura statale della California. Essa si riunisce, insieme al Senato, al Campidoglio di Sacramento.
L'Assemblea è formata da 80 membri, ognuno dei quali rappresenta almeno 465.000 persone; per via della combinazione fra l'alto numero di abitanti dello Stato e la dimensione relativamente piccola della legislatura, l'Assemblea ha il numero più alto di popolazione per rappresentante di qualsiasi altro Stato, e in tutti gli Stati Uniti d'America è seconda solamente alla Camera dei rappresentanti federale.
I membri dell'Assemblea generale usufruiscono dei titolo di Assemblyman (per gli uomini), Assemblywoman (per le donne) e Assemblymember (di genere neutro).
Nell'attuale sessione legislativa, i Democratici controllano una maggioranza assoluta di 60 membri, mentre i Repubblicani sono in minoranza, con 19 seggi, e un seggio è vacante.
Lo Speaker della Camera è il presidente di questa istituzione, e controlla il lavoro della legislazione e l'assegnazione delle Commissioni. Lo Speaker è nominato dal caucus del partito di maggioranza ed eletto dall'Assemblea al completo; gli altri leader, come quelli di maggioranza e minoranza, sono eletti dai caucus dei rispettivi partiti, a seconda della ruolo del partito all'interno della Camera.